# Epidendrum arachnoglossum
Epidendrum arachnoglossum es una especie de orquídea del género Epidendrum. Es nativa de la cordillera de los Andes.

## Distribución
Es endémica de los Andes de Colombia y Ecuador. En Colombia se puede encontrar en las tres cordilleras.

## Conservación
Actualmente la Convención sobre el Comercio Internacional de Especies Amenazadas de Fauna y Flora Silvestres (CITES) la ha ubicado en el Apéndice II, ahí se encuentran las especies que podrían llegar a estar en peligro de extinción si no se regula su comercio. El país que según CITES es el principal exportador es Ecuador y el principal importador es Alemania.